# SMS Csikós
SMS Csikós – austro-węgierski niszczyciel z początku XX wieku. Dziewiąta jednostka typu Huszár. Okręt wyposażony w cztery opalane węglem kotły parowe typu Yarrow. Okręt przetrwał I wojnę światową i po jej zakończeniu został przekazany Włochom. Złomowany w 1920 roku.